# 圭尔米
圭尔米是意大利阿布鲁佐大区基耶蒂省的一个镇。